# SEVEN SEAS
「SEVEN SEAS」（セブン・シーズ）は、相川七瀬の17枚目のシングル。2000年8月9日発売。

## 解説
布袋寅泰プロデュース第2作目は花王「ソフィーナ・AUBE」CMソング。13作目となるTOP10入りを達成。
本作には前作「midnight blue」とカップリング「trust me」2曲のライブバージョンに加えて布袋のブレーン、岸利至が手掛ける表題曲のリミックスも収録。

## 収録曲
作詞：相川七瀬・布袋寅泰　作曲・編曲：布袋寅泰
1. SEVEN SEAS
2. midnight blue （live ver.）
3. trust me （live ver.）
4. SEVEN SEAS （TKO mix） （Remix：岸利至）

## 収録アルバム
SEVEN SEAS
- Purānā
- ID：2
- NANASE AIKAWA BEST ALBUM "ROCK or DIE"

## 参加ミュージシャン
- 布袋寅泰 - ギター、ベース、キーボード、コーラス
- 岸利至 - マニピュレート、プログラミング
- TAMAKI - コーラス